# پاسند
پاسند، روستایی است از توابع بخش مرکزی شهرستان بهشهر در استان مازندران ایران.

## جمعیت
این روستا در دهستان پنج هزاره قرار دارد و براساس سرشماری مرکز آمار ایران در سال ۱۳۸۵، جمعیت آن ۱۸۴۷ نفر (۴۲۰خانوار) بوده‌است. مردم پاسند از قومیت طبری هستند. مردم پاسند به زبان طبری (مازندرانی) سخن می‌گویند.